# David Sassoli
David Maria Sassoli (Florença, 30 de maio de 1956 – Aviano, 11 de janeiro de 2022) foi um jornalista, apresentador de televisão e político italiano, que serviu como presidente do Parlamento Europeu de 3 de julho de 2019 até sua morte. Foi filiado ao Partido Democrático, de tendência de centro-esquerda.

## Biografia
David Sassoli nasceu em Florença a 30 de maio de 1956. Na década de 1970, licenciou-se em Ciência Política pela Universidade de Florença.
Foi membro ativo da associação italiana Articolo 21, liberi di... ("Artigo 21.°, livres de..."), fundada em 2001 e que reúne jornalistas, escritores e advogados para a defesa da liberdade de expressão.

### Jornalismo
Sassoli tirou a carteira profissional de jornalista em julho de 1986. Começou por trabalhar em jornais e agências noticiosas locais, até entrar para os escritórios editoriais do jornal nacional Il Giorno, em Roma.
Em 1992, entrou para os canais da estação de televisão pública italiana, a Rai. Iniciou-se como repórter do TG3, o telejornal do canal Rai 3, e colaborou em programas como "Il rosso e il nero" ("O vermelho e o preto") e "Tempo reale" ("Tempo real"). Em 1996/1997, apresentou o programa "Cronaca in diretta" ("Cobertura em direto"), na Rai 2. Passados alguns anos, passou a pivô do TG1, o telejornal do principal canal, a Rai 1, onde se tornou num dos jornalistas mais conhecidos do país. Em 2007, foi nomeado subdiretor do TG1.

### Política
Em 2009, Sassoli deixou a carreira jornalística e militou-se no Partido Democrático (PD), de centro-esquerda. Concorreu nas eleições ao Parlamento Europeu de 2009 pelo círculo da Itália Central. Foi eleito eurodeputado com o maior número de votos naquele círculo eleitoral: 412 502. Entre 2009 e 2014, foi o líder da delegação do PD no Parlamento.
Em outubro de 2012, Sassoli anunciou a candidatura às primárias do PD para ser o candidato do partido a presidente da câmara de Roma nas eleições municipais de 2013. Nas primárias, acabou por ficar em segundo lugar, com 26% dos votos, perdendo para Ignazio Marino, que arrecadou 55%. Marino viria a ser eleito edil de Roma ao derrotar Gianni Alemanno, candidato da direita e titular do cargo.
Nas eleições europeias de 2014, Sassoli foi reeleito para o Parlamento Europeu, com 206 170 votos. Nestas eleições, PD foi o partido mais votado em Itália, com cerca de 41% da votação.
A 1 de julho de 2014, Sassoli foi eleito como um dos vice-presidentes do Parlamento Europeu, com 393 votos, sendo o segundo mais votado entre os candidatos do S&D, o grupo parlamentar dos socialistas e sociais-democratas.
Nas eleições europeias de 2019, foi reeleito eurodeputado com 128 533 votos. Foi o candidato dos socialistas para presidente do Parlamento, tendo sido eleito a 3 de julho de 2019, com 345 votos, sucedendo ao também italiano Antonio Tajani. Tornou-se no sétimo italiano a ocupar a posição.

### Vida pessoal
Foi casado e tem dois filhos. Foi adepto do ACF Fiorentina, o clube de futebol da sua cidade natal.
Sassoli morreu em 11 de janeiro de 2022, aos 65 anos de idade, em Aviano.